# Mastrus rubricornis
Mastrus rubricornis är en stekelart som först beskrevs av William Harris Ashmead 1890.  Mastrus rubricornis ingår i släktet Mastrus och familjen brokparasitsteklar. Inga underarter finns listade i Catalogue of Life.